# Hwange (Simbabwe)
Hwange, bis 1982 Wankie, ist eine Stadt in der Provinz Matabeleland North in Simbabwe. Mit ihrem Umland, zusammen auch Hwange Urban genannt, stellt sie einen der Urbanen Distrikte Simbabwes mit 40.241 Einwohnern (2022) und einer Fläche von 310 km².

## Geographie
Hwange liegt an der Straße (A8) und Bahnstrecke Bulawayo–Victoria Falls auf etwa 770 m Höhe, im Distrikt Hwange Rural.
Das Klima ist semiarid und es fallen etwa 400 mm Niederschlag im Jahr.
Der Urbane Distrikt ist in 15 Wards aufgeteilt.

## Geschichte
Hwange wurde 1903 gegründet und nach dem traditionellen Oberhaupt des Dorfes, Whanga, benannt.
Am 6. Juni 1972 ereignete sich im gesamten Bereich von Bergwerk Wankie 2 eine Methangasexplosion, die mehrere Kohlenstaubexplosionen auslöste. Dabei wurde das gesamte Abbaufeld der Grube erfasst. Mehrere Wetter- und Förderschächte wurden zerstört, ebenso oberirdische Anlagen. Trotz intensiver Rettungsversuche waren die Folgen verheerend. Untertage gab es keine Überlebenden. Dieses Untertage-Unglück, eines der schlimmsten weltweit, das  als Wankie coal mine disaster in die Bergbaugeschichte einging, forderte 427 Tote. Wankie 2 wurde komplett geschlossen. Heute befindet sich an der Stelle der oberirdischen Schachtanlage eine Gedenkstätte.

## Wirtschaft
Hwange ist seit 1901 vor allem ein Kohlerevier, die wichtigsten Flöze und die größte Kohlenzeche von Simbabwe finden sich hier. Es werden jährlich 5,8 Mio. t Kohle zu 80 Prozent im Tagebau abgebaut. Die Förderung ist zu 40 Prozent in Staatsbesitz, zu 32 Prozent im Besitz der britischen Vermögensverwaltung Nicholas van Hoogstraten. Die Kohle wird praktisch vollständig per Bahn abtransportiert. Übergabebahnhof zwischen der Kohlebahn und der Staatsbahn ist Thomson Junction. Es gibt das Hwange-Elektrizitätswerk. Die Kohle wird aber auch für die Stahlverarbeitung genutzt. Ansonsten werden die Tonvorkommen zur Herstellung von Ziegelsteinen genutzt.
Die Stadt lebt indirekt auch mit vom Tourismus, da sich der 14.000 km² große Hwange National Park in unmittelbarer Nähe südlich der Stadt und in rund 70 km Entfernung die Victoriafälle des Sambesi sowie der Kariba-Stausee befinden.

## Infrastruktur
In der Stadt sind 58 km Staßen, von denen 48 asphaltiert sind. Es gibt 2 Grundschulen, 2 Weiterführende Schulen und eine Berufsschule. Die medizinische Versorgung erfolgt über ein Krankenhaus, 2 Ambulanzen und 3 weitere private Einrichtungen.

## Ökologie
Ein Problem von Hwange ist die informelle Besiedlung stillgelegter Förderflächen von 40 km². Auf einer davon stehen inzwischen sogar ein Krankenhaus, eine Schule, Wohnhäuser und eine Kirche. Das Grundwasser steigt und es fehlen Informationen, warum die Abbauflächen stillgelegt worden sind: wegen des Wassers oder wegen Erschöpfung der Lagerstätten. Inzwischen haben sich 14 Millionen Kubikmeter Wasser angesammelt, von denen ein Teil durch alte Bohrlöcher austritt. Es ist sehr sauer (pH-Wert 2,4) und enthält gelöste Salze.

## Sport
Die Stadt ist heimat des Hwange Colliery FC, einem der ältesten Fußballvereine in Simbabwe.

## Bevölkerungsentwicklung
Bevölkerungsentwicklung
| Jahr          | Einwohner |
| ------------- | --------- |
| 1982 (Zensus) | 39.036    |
| 1992 (Zensus) | 42.581    |
| 2002 (Zensus) | 34.970    |
| 2012 (Zensus) | 37.522    |
| 2022 (Zensus) | 40.241    |

## Persönlichkeiten
- Eusebius Jelous Nyathi (* 1974), römisch-katholischer Geistlicher und Bischof von Gokwe
- Isaac Mpofu (* 1988), Langstreckenläufer
- Marvelous Nakamba (* 1994), Fußballspieler